# Rokycany
Rokycany (německy Rokitzan) jsou město v okrese Rokycany v Plzeňském kraji. Leží šestnáct kilometrů východně od Plzně na soutoku Klabavy a Holoubkovského potoka. Rokycany leží v Rokycanské kotlině, severovýchodním okrajovém okrsku Švihovské vrchoviny, při úpatí jednoho z výběžků Brd s vrchy Žďár, Čilina, Kotel a Vršíček. Městem prochází hlavní železniční trať Praha–Plzeň a severně od města dálnice D5 Praha–Plzeň–Rozvadov. Žije zde přibližně 14 tisíc obyvatel.

## Historie města

### Středověk
První zmínka o Rokycanech pochází z roku 1110, kdy se připomíná v místě dnešních Rokycan biskupský dvorec s osadou, která byla ve 14. století povýšena na město. Dříve byl ve městě biskupský hrad, který ale za husitských válek zanikl, stejně jako augustiniánské proboštství. Dodnes se dochovaly zbytky středověkého opevnění, které dříve město obklopovalo. V gotickém slohu byl také vystavěn např. děkanský chrám Panny Marie Sněžné na náměstí. Město ve středověku mnohokrát vyhořelo. V roce 1397 se v Rokycanech narodil utrakvistický biskup Jan Rokycana. 4. června 1450 proběhla poblíž města bitva u Rokycan, rozhodující střet mezi vojsky Poděbradské a Strakonické jednoty na počátku faktické vlády Jiřího z Poděbrad jakožto zemského správce.

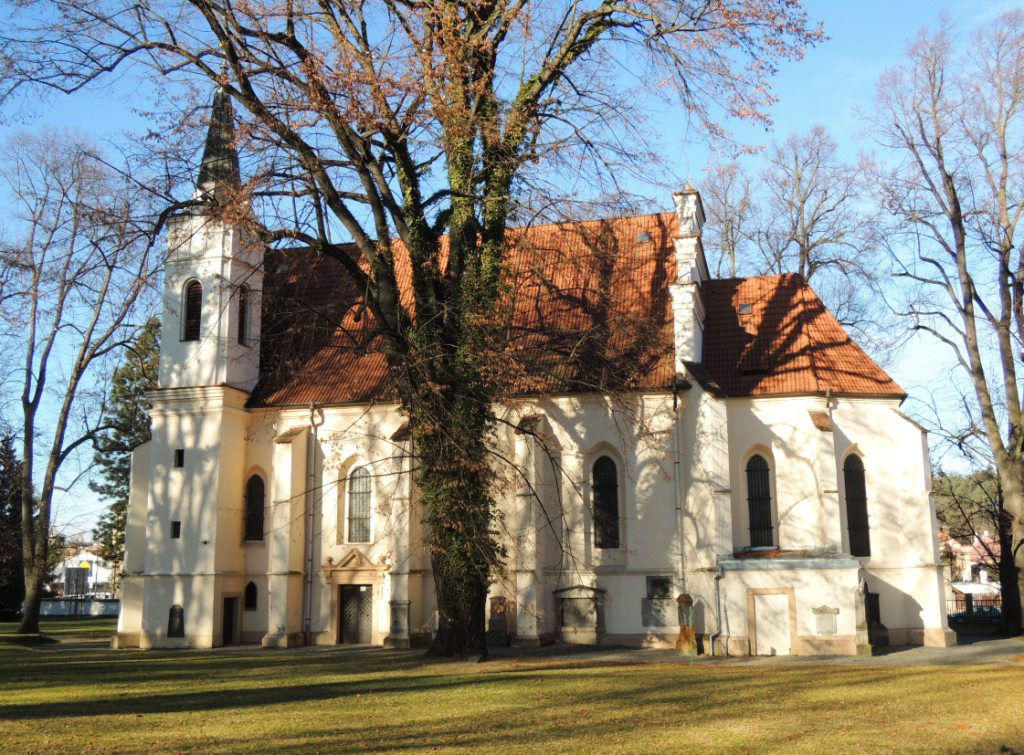
Kostel Nejsvětější Trojice

V roce 1584 byly Rokycany povýšeny na královské město. 

### Novověk
V období baroka byl přestavěn chrám na náměstí a postaven například morový sloup, který dodnes stojí také na náměstí. Na Malém náměstí vznikl sloup sv. Jana Nepomuckého. Významnou budovou v barokním stylu je městská radnice. V roce 1702 žilo ve městě 2262 obyvatel. Během 18. století došlo k více požárům. Při nejtragičtějším z nich 12. září 1784 vyhořelo téměř celé město. Po požáru byl opraven kostel Panny Marie Sněžné, přestavěna radnice a zástavba obnovena v pozdně barokním a klasicistním slohu. Rokycany v 1. polovině 18. století postihla i morová epidemie a v roce 1771 velký hladomor. Začátkem 19. století žilo ve městě 2 350 osob. V roce 1813 došlo k poslednímu velkému požáru.
V roce 1850 se staly Rokycany sídlem okresu, 14. července 1862 byla otevřeno nádraží na železnici Praha–Plzeň, což umožnilo rozvoj průmyslu v Rokycanech a okolí, později, v roce 1869, byla uvedena do provozu odbočná trať Rokycany–Mirošov. V tomto období byl vybudován cukrovar (později Marila), hutě a pila. Zakládaly se nové školy, počet obyvatel města v roce 1890 převýšil číslo 5000 a stále rostl.

### Začátek 20. století
Na konci 19. století a ve 20. století zaznamenaly Rokycany další rozvoj průmyslu, vzdělání, kultury i zdravotnictví. V roce 1896 byl obnoven politický okres Rokycany. Zrychlenému tempu rozvoje města ustoupila už tehdy část historické zástavby, včetně úseků městského opevnění. V roce 1900 byla například zbořena gotická Saská brána a v letech 1897–1898 byla na místě historických domů mezi dnešními ulicemi Míru, Komenského a Smetanovy postavena novorenesanční budova školy. Velká část nových staveb vyrůstala i mimo areál historického jádra. Zejména podél dnešní Jiráskovy ulice se začala rozvíjet okružní třída s reprezentativními budovami (sokolovna čp. 208/II, gymnázium čp. 112/I nebo okresní dům čp. 64/III). Za městem při silnici na Volduchy byl roku 1898 zřízen rokycanský židovský hřbitov.
Město se rychle vzpamatovalo z důsledků první světové války. Po vzniku Československa v roce 1918 došlo k přejmenování některých ulic. Do Rokycan byla brzy po válce také zavedena elektřina. V roce 1919 město navštívil prezident Tomáš Garrigue Masaryk. V roce 1921 dosáhla populace 6728 obyvatel. Za první republiky se ve městě hodně stavělo, vznikaly obytné čtvrtě i nové budovy kulturní a administrativní budovy. Plánovitě došlo k založení nových zahradních čtvrtí Rašínov a Hořicov. Vystavěn byl i nový hřbitov.

### Druhá světová válka

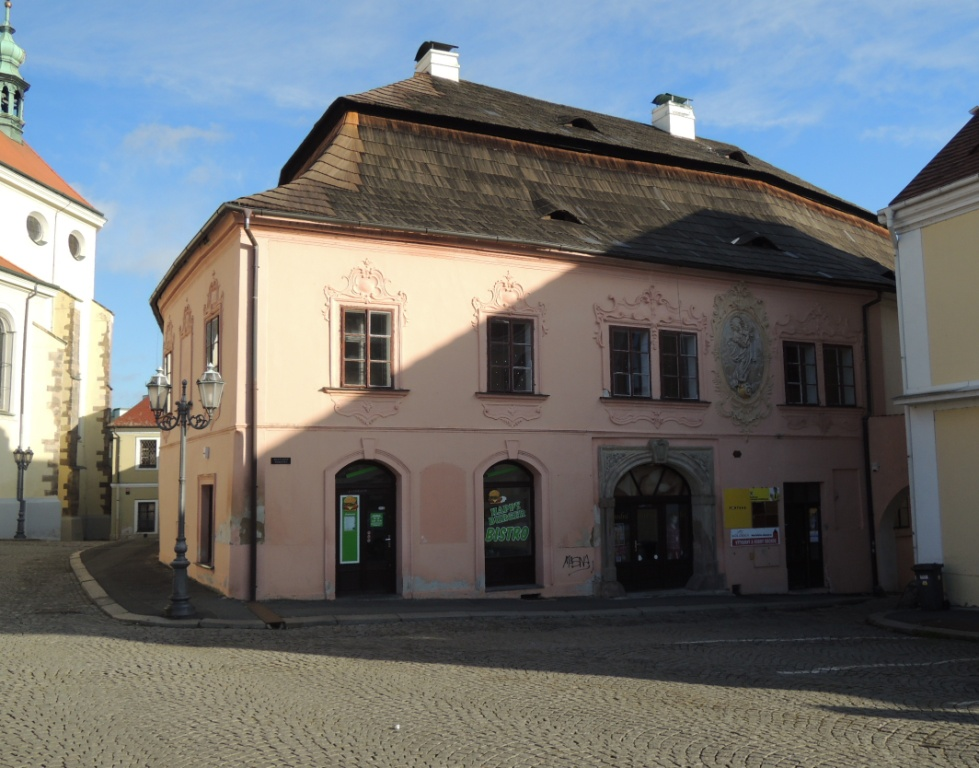
Dům čp. 88/25 na Masarykově náměstí

V roce 1938, po Mnichovské dohodě, do města přišlo asi 300 českých rodin odsunutých z pohraničních oblastí, které připadly Německu. Dne 15. března 1939 byly Rokycany okupovány německými vojsky. Vlivem přistěhování odsunutých českých občanů ze Sudet se počet obyvatel zvýšil až na 9865 v září 1939.
V roce 1940 opět došlo k přejmenování ulic, tentokrát zmizely připomínky prvorepublikového období. V roce 1942 byl zrušen okres Rokycany a připojen k okresu Plzeň. 5. května 1945 začalo povstání proti nacistické vládě, byl vytvořen národní výbor pod českou správou, 7. května 1945 město, jako poslední na našem území, osvobodila americká armáda. U Rokycan se americká armáda podle dohod zastavila a vyčkávala na příchod Rudé armády, která dorazila 10. května 1945. Na místě dotyku obou armád stojí pomník na demarkační čáře.

### Socialismus
V roce 1948 nastoupili k moci komunisté, bylo zahájeno zestátňování veškerých podniků, nová fáze industrializace města a bouřlivá bytová výstavba. Šlo o sídliště Hrudkovanka, U Václava, v Knihově ulici, později i Na Pátku. Vesměs jim musela ustoupit historická městská a předměstská zástavba. V roce 1950 byla zbourána historická Plzeňská brána a byly odstraněny veškeré památky na to, že město osvobodili jako první Američané, nikoliv Sověti. 1. března 1950 žilo v Rokycanech a Borku 9216 obyvatel. V roce 1957 byla na Voldušském kopci dostavěna nová budova Okresního ústavu národního zdraví (nemocnice). V roce 1958 byla odvedena tranzitní silniční doprava z náměstí do Jiráskovy ulice. 24. května 1960 byl k Rokycanům připojen Borek. Po reformě státní správy z roku 1960 zůstaly Rokycany okresním městem. Okres Rokycany se stal součástí Západočeského kraje. Byl rozlohou nejmenším okresem v kraji (575 km²) a počtem obyvatel nejmenším v celé České socialistické republice. V roce 1961 dosáhla populace 11 934 lidí. 60. léta znamenala další rozvoj průmyslu a sídlišť. Po vpádu a okupaci území ČSSR vojsky Varšavské smlouvy 21. srpna 1968 rozhořčení občané města strhli sochu krasnoarmějce na náměstí. V roce 1970 žilo v Rokycanech již 12 585 obyvatel, dochází k nárůstu počtu dětí. V tom roce byla do územního plánu zanesena výstavba budoucí dálnice D5.

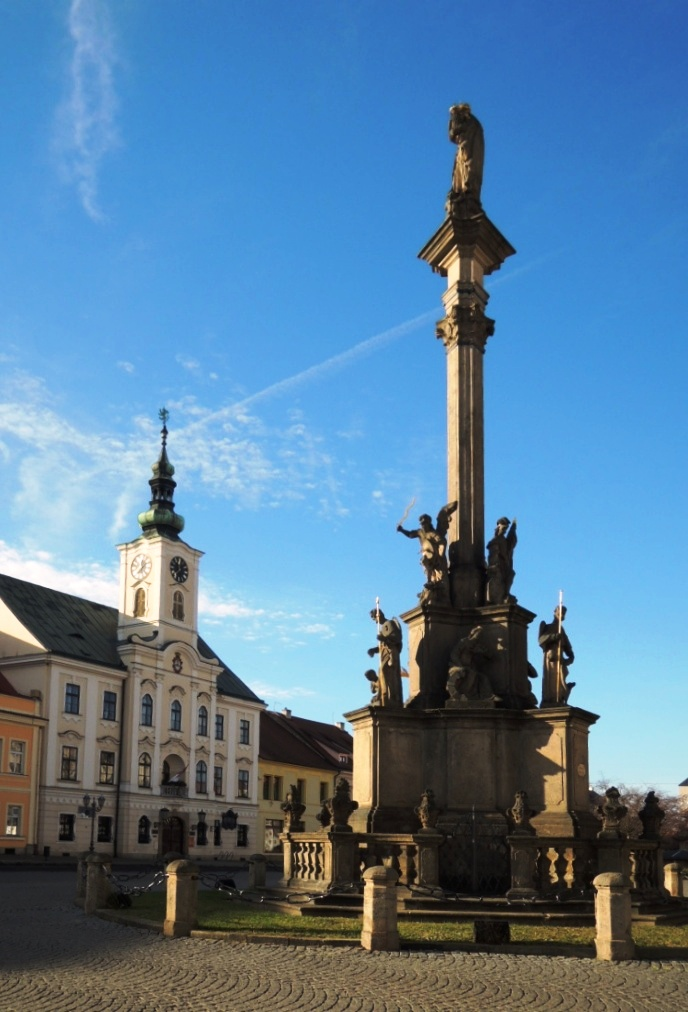
Morový sloup a radnice na Masarykově náměstí

V 70. letech bylo vlivem stále se zvyšujícího počtu obyvatel potřeba stavět další byty. Proto byla stavěna další panelová sídliště, např. v letech 1972–1978 sídliště Jižní předměstí nebo v letech 1979–1984 sídliště Na Železné. V roce 1975 navštívil město prezident Gustáv Husák. Město roku 1980 dosáhlo obyvatel 15 041 obyvatel. V roce 1982 zadal Okresní národní výbor Rokycany u Krajské projektové organizace Stavoprojekt v Plzni studii asanace části historického jádra města. Projekt se ale uskutečnil jen zčásti, na dnešním Masarykově náměstí vznikl komplex obchodního centra Žďár (v letech 1986–1990) a na nynějším Malém náměstí hotel Bílý Lev (v letech 1986–1989). V téže době vyrostlo na místě malebné historické předměstské čtvrti sídliště Pod Kostelem. V roce 1989 pak došlo k posledním velkým demolicím historické zástavby v Soukenické ulici, na náměstí U Saské brány a v prostoru městských lázní. Kromě toho bylo v roce 1983 otevřeno nové autobusové nádraží, v letech 1984–1986 došlo k rekonstrukci železniční stanice a železniční tratě. Trať byla kompletně elektrifikována, první elektrický vlak tu projel v roce 1986. Počet obyvatel Rokycan dosáhl historického maxima 31. prosince 1988, kdy populace čítala 16 270 lidí (ovšem včetně dnes samostatných obcí Kamenný Újezd, Litohlavy a Svojkovice). Dne 29. května 1989 byla obnovena městská hromadná doprava v Rokycanech, zajišťovaná autobusy.

### Po pádu komunismu
Po sametové revoluci v roce 1989 docházelo i v Rokycanech k protestům proti komunistickému režimu (např. 27. listopadu). Mezi největší změny během 90. let patřilo zvýšení automobilové dopravy v centru města, přejmenování ulic a hlavně opětovný rozvoj soukromého podnikání. 14. srpna 1990 se od Rokycan oddělily obce Kamenný Újezd a Svojkovice. Postupně byla redukována a později zrušena místní vojenská posádka. V letech 1990–1992 vyrostlo poslední panelové sídliště v Polní ulici. V roce 1991 byla otevřena pěší zóna ve středu města, v Palackého ulici. V 90. letech zaniklo v Rokycanech mnoho podniků, mezi největšími například Marila, Hamiro, ale také do města přišli noví zahraniční investoři, kteří vybudovali nové závody zejména v nové průmyslové zóně na Jižním předměstí. Nezaměstnanost ve městě je pod celostátním průměrem. 27. října 1993 byl otevřen úsek dálnice D5 Mýto–Klabava, který odvedl tranzitní dopravu z centra Rokycan. 1. ledna 1994 se od Rokycan oddělily Litohlavy. Zbylá historická zástavba prošla opravami, na okraji historického jádra vyrostlo několik velkoplošných prodejen. Reforma veřejné správy přiřadila v roce 2000 okres Rokycany do Plzeňského kraje. V roce 2002 byl zrušen Okresní úřad Rokycany a město přestalo být sídlem okresu, stalo se ale obcí s rozšířenou působností (tzv. „malý okres“). V letech 2002 a 2006 zasáhly město povodně. Roku 2006 se do areálu rokycanského letiště přestěhoval ze své původní lokace v Plzni veganský hardcore punkový festival Fluff Fest, který každý červenec přitahuje několik tisíc příznivců extrémní hudby z celé Evropy.

## Obyvatelstvo
Během 19. století se populace Rokycan rychle rozšířila až na 5 000 v roce 1880. V důsledku dlouhé deprese po krachu na vídeňské burze roku 1873 se poté růst zastavil. Koncem roku 1890 však populace začala expandovat znovu, až do časů první světové války. Po vyhlášení ČSR roku 1918 nastal rychlý růst obyvatelstva města. Koncem 30. let byl tento nárůst ještě umocněn přílivem etnických českých uprchlíků ze Sudet. V roce 1939 rokycanská populace nakrátko dosáhla počtu 10 000. Po druhé světové válce mnoho občanů z Rokycan opustilo město kvůli osídlení pohraničních oblastí, odkud byli vyhnáni etničtí Němci. Od roku 1950 začala nová vlna masivního růstu, počet obyvatel města dosáhl opět 10 000 v polovině roku 1950 a kolem 15 000 v roce 1980. Demografického maxima bylo dosaženo v roce 1989 s více než 16 000 obyvateli. Od té doby počet obyvatel klesl na cca 14 000 v důsledku hospodářské a sociální transformace a také osamostatněním 3 obcí.
Co se týče etnického složení obyvatel, Rokycany měly převážně české osídlení již od středověku. Německá menšina tvořila ne více než několik desítek jedinců. V roce 1938 byla populace města posílena přílivem etnických Čechů prchajících z pohraničních oblastí Československa, které byly postoupeny nacistickému Německu. Po roce 1945 byli odsud vyhnáni většinou etničtí Němci. Národnostní složení Rokycan bylo v poválečném období rozšířeno o Romy a Slováky.
| Rok            | 1869  | 1880  | 1890  | 1900  | 1910  | 1921  | 1930  | 1950          | 1961   | 1970   | 1980            | 1991            | 2001   | 2011   | 2021   |
| -------------- | ----- | ----- | ----- | ----- | ----- | ----- | ----- | ------------- | ------ | ------ | --------------- | --------------- | ------ | ------ | ------ |
| Počet obyvatel | 4 660 | 5 431 | 5 554 | 6 014 | 7 078 | 7 346 | 8 330 | 9 216 a 8 789 | 11 934 | 12 585 | 13 555 a 15 041 | 14 731 a 15 188 | 14 305 | 13 989 | 13 758 |
| Počet domů     | 447   | 506   | 497   | 533   | 625   | 696   | 1 016 | 1 477         | 1 609  | 1 689  | 1 782           | 1 996           | 2 096  | 2 259  | 2 393  |

Věková struktura obyvatel obce Rokycany roku 2011
Rodinný stav obyvatel obce Rokycany roku 2011
Vzdělání obyvatel obce Rokycany roku 2011

## Městská správa

### Územní členění
Město Rokycany je oficiálně rozděleno do čtyř místních částí, a to na Střed (vlastní město), Nové Město (dříve Pražské Předměstí), Plzeňské Předměstí a vesnici Borek. Od 1. ledna 1980 do 23. listopadu 1990 k městu patřily i Kamenný Újezd, Kocanda a Svojkovice a od 1. ledna 1980 do 31. prosince 1993 také Litohlavy.
- Střed zahrnuje historické jádro města kolem dvou hlavních náměstí, s hlavním kostelem Panny Marie Sněžné a radnicí. Od roku 1992 je historické jádro Rokycan prohlášeno za památkovou zónu s cílem chránit jeho cennou architekturu. Středověké hradby se dochovaly v několika krátkých úsecích. Na jižní straně bylo městské opevnění nahrazeno reprezentativní třídou (Jiráskova ulice) s několika významnými veřejnými budovami, jako jsou sokolovna z roku 1903, prvorepubliková železniční stanice z roku 1931, novobarokní gymnázium z roku 1905 nebo funkcionalistická budova banky od architekta Františka Alberta Libry z roku 1933.

- Nové Město je zdaleka nejlidnatější čtvrti obklopující historické jádro od severu, východu a jihu. Vyvinulo se z historického Pražského předměstí, které se rozkládalo na obou březích řeky Klabavy na cestě do Prahy (Pražská ulice) a kolem Nerudova náměstí. V době po druhé světové válce byla větší část staré předměstské zástavby zbořena a nahrazena několika obytnými soubory sídlištního typu. S růstem populace se zastavěná plocha Nového Města rozšířila do všech směrů, daleko za rámec původního Pražského předměstí. Existuje zde několik různých moderních čtvrtí: „Práchovna“ se nachází v jihovýchodní části Rokycan na břehu řeky Klabavy. Tvoří ji několik průmyslových areálů a kolonie dělnických nájemních domů z počátku 20. století. „Páclovna“ se nachází při silnici do Borku na východním okraji Rokycan. Zástavbu tvoří především rodinné domy. Je zde též památník demarkační linie připomínající setkání amerických a ruských vojsk, ke kterému zde došlo v roce 1945. Na „Oseckém vrchu“ byla roce 1957 postavena nemocnice. Kolem ní se rozkládají velké parky pokrývající okolní svahy (Husovy sady a Kalvárie) a je zde i rozsáhlý městský sportovní a oddychový komplex: krytý plavecký bazén, koupaliště a fotbalový stadion. „Jižní předměstí“ zahrnuje velké území na jih od železnice Praha–Plzeň. Zástavbu tvoří průmyslové areály, velké sídlištní soubory z 50. a 70. let 20. století a též individuální rodinné domky. Nová kasárna postavená v roce 1933 byla na přelomu 20. a 21. století transformována na obytnou a podnikatelskou zónu.

- Plzeňské předměstí tvoří západní část Rokycan. Ve středověku šlo o malý shluk venkovských domů na dotyku s historickým jádrem Rokycan. Počátkem 17. století byl zde postaven protestantský kostel Nejsvětější Trojice. V 19. století Plzeňské předměstí rychle rostlo podél silnice do Plzně (Plzeňská ulice). Rozvíjel se zde průmysl, později doprovázen výstavbou obytných domů. Ve 20. letech 20. století započala na jižním okraji Rokycan masivní výstavba. Nová čtvrť výhradně tvořená rodinnými domy ve stylu moderny byla později nazvána Rašínov podle tehdejšího ministra financí Aloise Rašína. Před druhou světovou válkou pak započala výstavba i v další čtvrti na západním okraji města, která se nazývá Za Rakováčkem. Tvoří ji rodinné domy.

- Borek, dříve samostatná obec, se nachází cca 2 km východně od Rokycan. V roce 1960 se stal součástí Rokycan. Borecký rybník je nejznámější místní dominantou. Koncem 20. století vedla pokračující výstavba na plochách mezi Borkem a Rokycany k faktickému splynutí intravilánů obou sídel.

### Městské symboly
Vlajka byla městu udělena rozhodnutím předsedy Poslanecké sněmovny Parlamentu České republiky dne 23. listopadu 1995.

## Vybavení města

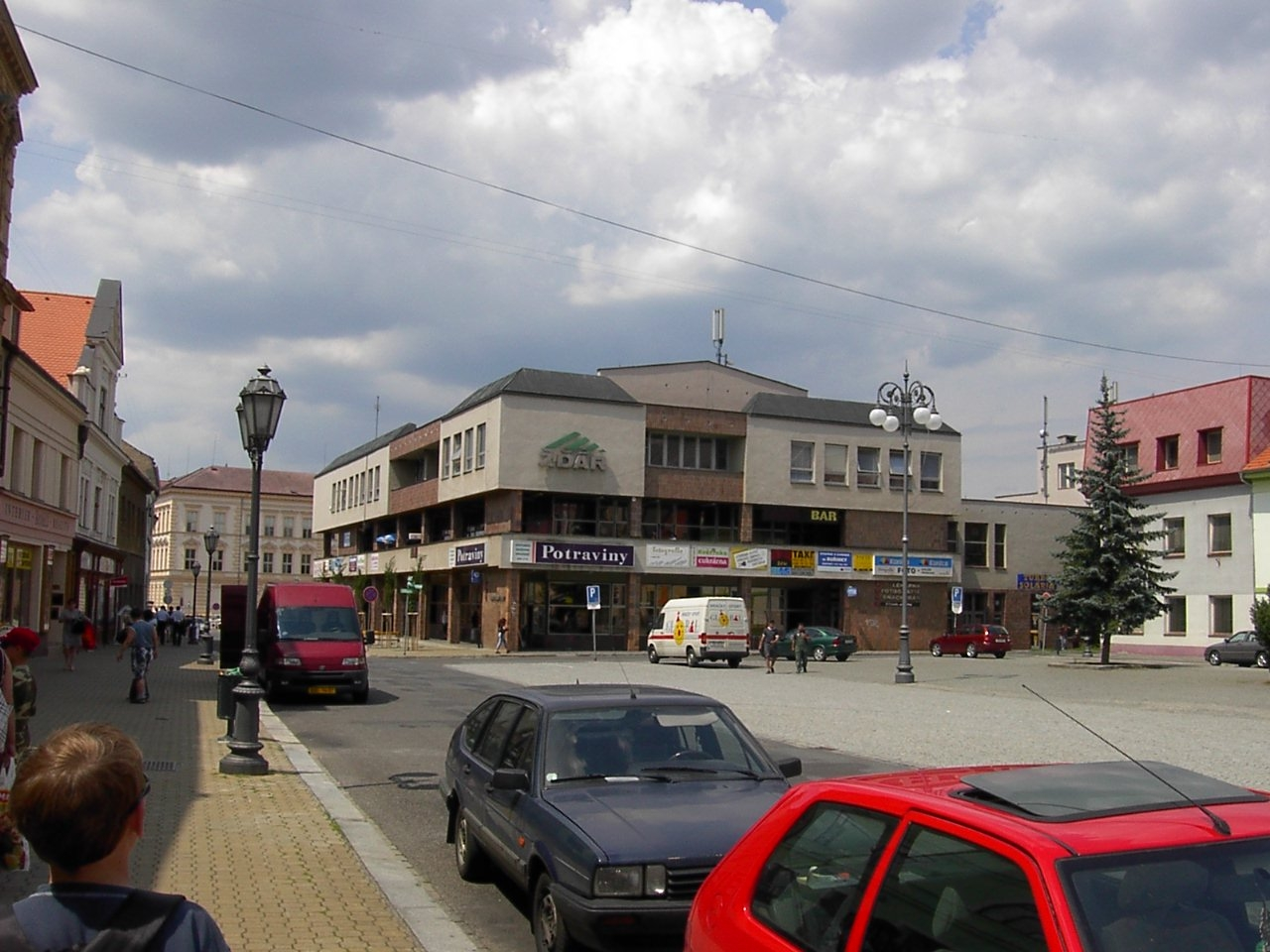
Budova nákupního střediska Žďár z roku 1990

Město Rokycany má relativně kvalitní síť služeb. Školství reprezentují tři základní školy, gymnázium a střední odborná škola, dvě střední odborná učiliště, jedna základní umělecká škola a jedna speciální škola. Zdravotnické služby zajišťuje Rokycanská nemocnice. Ve městě a jeho okolí je docela dostačující nabídka zaměstnání, mezi nejdůležitější podniky patří podnik Kovohutě nebo např. nová výrobní hala společnosti ProWell. Mnoho obyvatel dojíždí za prací do Plzně nebo do Hrádku. V Rokycanech je Muzeum Dr. Bohuslava Horáka, soukromé Vojenské muzeum na demarkační linii a městská knihovna.
Široké jsou možnosti sportovního vyžití – ve městě je zimní, letní stadion, hřiště na streetball, basketbalová, házenkářská hala, několik bowlingových drah, hřiště na squash, venkovní koupaliště a krytý bazén, tenisový areál a hřiště pro kalisthenické cvičení.
Možnosti nákupu poskytují samoobsluhy – např. COOP (Žďár) na náměstí, Billa v Jiráskově ulici, Albert na sídlišti Jižní předměstí, Penny Market a Lidl – oba na Plzeňské ulici, Kaufland v ulici Josefa Růžičky. Ubytování je možné v šesti penzionech, třech hotelech a jedné ubytovně.

## Pamětihodnosti
- Zbytky středověkého opevnění na severní a západní straně starého města.
- Kostel Panny Marie Sněžné ze 14. století, přestavěn roku 1784 Ignácem Palliardim, věž s ochozem postavena 1823 F. Hegerem. Trojlodní basilikální stavba s gotickým presbytářem a křížovou klenbou v hlavní lodi a s plackami v bočních lodích. Západní průčelí s mohutnou věží v ose a s původním gotickým portálem. Cenné barokní vnitřní zařízení ze zrušeného kostela sv. Michala na Starém Městě v Praze.[10][11]
- Ve zdech budovy muzea v sousedství kostela Panny Marie Sněžné se dochovaly fragmenty zdiva jinak zaniklého rokycanského hradu postaveného na přelomu 13. a 14. století na místě staršího biskupského dvorce. Hrad zanikl během 16. století.[12]
- Hřbitovní kostel Nejsvětější Trojice blízko nádraží z roku 1609, upraven v 18. století. Zvenčí zajímavé litinové náhrobní desky z 18. a 19. století. Bývalý hřbitov upraven jako park.
- Radnice na Masarykově náměstí, dvoupatrová klasicistní budova s rizalitem a věží s hodinami, vystavěná v letech 1784–1810 za účasti I. A. Palliardiho.
  - Vyobrazení Jana Rokycany na obraze Alfonse Muchy na radnici. Na podzim roku 1932 se obrátila rokycanská městská spořitelna na slavného malíře Alfonse Muchu (1860 – 1939) s prosbou o zhotovení obrazu s postavou Jana z Rokycan pro zasedací síň městské radnice. Velký vlastenec, který nedaleko Rokycan na zbirožském zámku v letech 1910 – 1928 vytvořil svůj vysněný cyklus velkoformátových pláten „Slovanská epopej“, souhlasil. Zpočátku si jen nebyl jist volbou námětu – prý uvažoval o zobrazení scény „Rokycana zachraňuje Prahu před hněvem Jana Žižky“. Pod vlivem odborných vědeckých prací vyvracejících tradovanou historku jako nepravdivou se ale ve shodě se zadavateli, kterým předložil svůj náčrt na speciálně svolané pracovní schůzce, rozhodl pro jinou slavnou scénu z Rokycanova života – vystoupení na koncilu v Basileji. Přítomným zástupcům městské rady, ředitelství městské spořitelny a Osvětového sdružení představil svoji vizi. Nezabýval se přímo Rokycanovou obhajobou přijímání pod obojí před členy koncilu, ale zpracoval méně známý motiv basilejské anabáze. Mucha se zaměřil na zvláštní deputaci vedenou kardinálem z Lyonu, jejímž cílem bylo omluvit se české delegaci za předchozí příkoří i urážlivá slova Jana Stojkoviče z Dubrovníka († 1443) a přimět ji k návratu na jednání. Dílo o rozměrech 400 x 220 cm bylo objednáno za smluvní honorář ve výši 50 000 Kč. Před instalací v Rokycanech je Alfons Mucha zapůjčil na soubornou výstavu vlastních obrazů a kreseb instalovanou v moderních prostorách muzea v Hradci Králové. Obraz, vedený ve výstavním katalogu pod názvem „Jan Rokycana v Basileji“ a opatřený dovětkem „pro město Rokycany“ budil velkou pozornost již před otevřením výstavy pro veřejnost. Slavnostní vernisáže se v sobotu 3. července 1933 v 17 hodin zúčastnili manželé Muchovi a jejich četní přátelé. Výstavu mohli zájemci navštívit ve dnech 4.–9. července 1933. Podle dostupných údajů počítal autor s tím, že po skončení výstavy bude třeba Rokycanův obraz poopravit. Obraz Alfonse Muchy „Mistr Jan Rokycana na koncilu basilejském“ (v dobovém tisku nazývaný „Čechové na sněmu basilejském), signovaný 1933, zdobí i v současné době obřadní síň rokycanské radnice. (PhDr. Radka Křížková Červená)[zdroj?]
- Měšťanské domy ze 17.–19. století na Masarykově nám. i jinde.
- Vodní mlýn č.p. 12
- Morový sloup na náměstí se sochami Panny Marie a 9 světců, z roku 1770 (V. Bauer).[13]
- Kaple Panny Marie Bolestné a neorománská kaplička Panny Marie, které spojuje Křížová cesta.
- Rokycanův sbor
- Na severním okraji města se nachází přírodní památky Rokycanská stráň a U hřbitova.
- Židovský hřbitov na severním okraji města.[14]

## Doprava

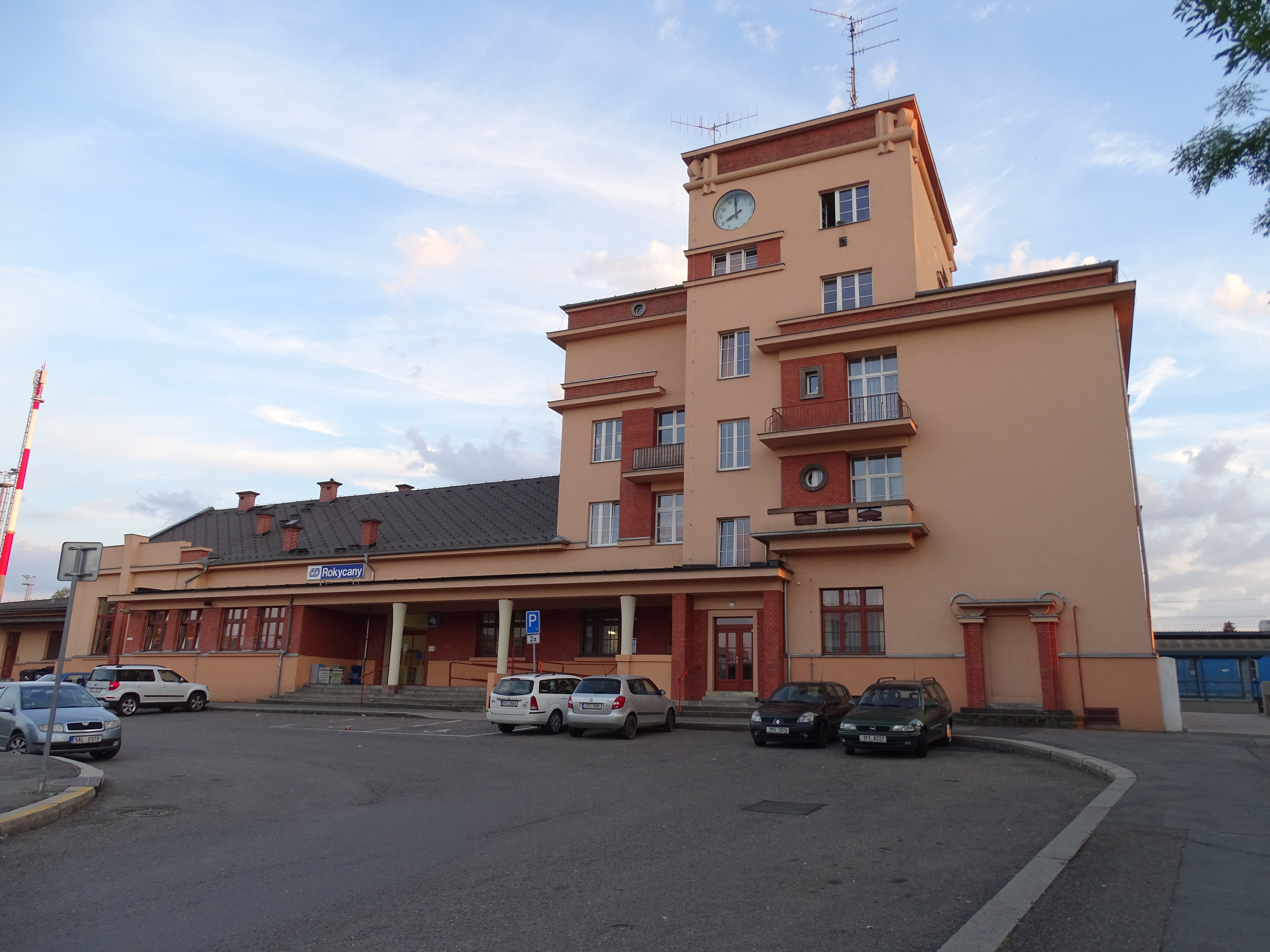
Budova nádraží

Přímo středem města prochází dnes již silnice II/605 (dříve silnice I/5), která byla až do dokončení dálnice D5 tranzitním tahem na Plzeň a Rozvadov. Samotná dálnice, která byla severně od města otevřena 27. října 1993, má v blízkosti města sjezd (Exit 62 Rokycany) a odpočívku. Sjezdem z dálnice u Rokycan začíná také silnice II/183, která dále pokračuje přes Šťáhlavy, Přeštice, Merklín a Koloveč až do Domažlic.
Železniční dopravu zajišťuje hlavní železniční trať Praha–Plzeň. V Rokycanech z ní odbočuje lokálka Rokycany–Nezvěstice. Zastavují zde rychlíky na lince Praha- Klatovy a osobní vlaky na všech linkách. 
Autobusové nádraží najdeme nedaleko nádraží vlakového, poblíž centra města. Vyjíždí z něj většina příměstských spojů obsluhující celou plochu okresu Rokycany a částečně také okres Plzeň-jih. Mnoho spojů pokračuje z vesnic v okrese přes Rokycany až do Plzně. Dálkové autobusové spoje reprezentují linky Plzeň–Praha a Plzeň–Pelhřimov. Tato linka o víkendech jezdí až do Jihlavy, resp. do Brna. Městská hromadná doprava je zajišťována autobusovou okružní linkou MHD s řídkými intervaly. Linka zajišťuje hlavně spojení nemocnice a sídliště Jižní předměstí s centrem města.

## Městská samospráva
V čele města je starosta. Zastupitelstvo má 21 členů. Městská rada má podle dohody po volbách v roce 2014 sedm členů.
Po komunálních volbách roku 2014 byl 3. listopadu zvolen starostou města Václav Kočí z hnutí Pro naše Rokycany,, který zůstal starostou i po komunálních volbách roku 2018, tentokrát za Nezávislé, kteří ve městě vyhráli. Radu města po těchto volbách tvoří zástupci hnutí Nezávislí, ODS, Rokycanští patrioti a ANO.

## Osobnosti
- Jan Rokycana (cca 1396, Rokycany – 1471, Praha), husitský teolog, spisovatel, hudební skladatel, arcibiskup pražský
- Antonín Kraft (1749, Rokycany – 1820, Vídeň), violoncellový virtuos, hudební skladatel
- Josef Wünsch (1842 Rokycany – 1907 Plzeň), pedagog a cestovatel, objevitel východního pramene Tigrisu
- Adolf Kraus, (1850, Chocenice – 1928, USA), právník, mecenáš, vydavatel, prezident lóže B'nai B'rith, v mládí žil v Rokycanech
- Adolf Srb (1850, Rokycany – 1933, Rokycany), český novinář a spisovatel
- Adolf Eisner (1857, Rokycany – 1911, Plzeň), podnikatel, spolumajitel továrny na výrobu drátu a šroubového zboží, císařský rada
- Bohumil Vendler (1865–1948), český sbormistr, dirigent, hudební pedagog a skladatel
- Rudolf Zamrzla (1869, Rokycany – 1930, Praha), český hudební skladatel a překladatel, sbormistr a dirigent Národního divadla
- Bohuslav Horák (1877, Praha – 1942, Auschwitz, Německo), pedagog, komunální politik, odbojář, zakladatel Okresního muzea v Rokycanech
- Jiří Stříbrný (1880, Rokycany – 1955, Valdice), politik, novinář, účastník prvního odboje, jeden z mužů 28. října, několikanásobný ministr československé vlády
- Jan Mikolášek (1889, Rokycany – 1973, Praha), český léčitel a znalec bylin
- Alois Laub (1896, Rokycany – 1945, Brandenburg), ruský legionář, důstojník, odbojář za 2. světové války
- Čestmír Řanda (1923, Rokycany – 1986, Praha), český herec a divadelní režisér
- Miloš Sedmidubský (1924, Rokycany – 1995, Proseč), český hudební skladatel
- Jana Preissová (* 1948, Plzeň), česká herečka, v mládí žila v Rokycanech
- Ivan Kusnjer (*1951, Rokycany), koncertní a operní zpěvák
- Věra Bílá (1954, Rokycany – 2019, Plzeň), zpěvačka world music
- Jiří Pehe (* 1955, Rokycany), politolog a publicista
- Zdeněk Tyc (* 1956, Rokycany), český filmový a televizní režisér a scenárista
- Irena Budweiserová (* 1957, Rokycany), zpěvačka, textařka, skladatelka, pedagožka
- Jozef Síkela (*1967 Rokycany), český politik, investor a manažer, od prosince 2021 ministr průmyslu a obchodu ČR ve vládě Petra Fialy, od prosince 2024 evropský komisař
- Ondřej Giňa (* 1971, Rokycany), bývalý zpravodaj ČRo a moderátor hlavních zpráv ČT, mezinárodní korespondent, publicista a občanský aktivista
- Václav Miko (* 1971, Rokycany), publicista a spisovatel, hudební a filmový kritik, kreativní textař, vyrůstal v Rokycanech
- Jaroslav Špaček (* 1974, Rokycany), bývalý hokejový obránce HC Škoda Plzeň i několika klubů NHL, reprezentant ČR, olympijský vítěz z Nagana 1998, mistr světa 1999, 2001 a 2005
- Tomáš Petříček (* 1981, Rokycany), 12. ministr zahraničních věcí ČR ve druhé vládě Andreje Babiše
- Václav Procházka (* 1984, Rokycany), fotbalový obránce a reprezentant ČR
- Daniel Kfelíř (* 1996, Plzeň), operní zpěvák, vyrůstal v Rokycanech

## Partnerská města
- Greiz, Německo
- Pfinztal, Německo